# اندیس کرومیت ژوژ
کرومیت ژوژ یک اندیس فلزی است که در حوالی شهر سیاستراگی استان سیستان و بلوچستان قرار دارد و مادهٔ معدنی موجود در آن، کرومیت است. سنگ میزبان این اندیس پریدوتیت تکتونیزه و آلتره است و دیرینگی آن به دوران کرتاسه بالایی می‌رسد.